# Panik (Armenia)
Panik (in armeno Փանիկ?) è un comune di 2 469 abitanti (2008) della provincia di Shirak in Armenia.